# 加德迪阿恩纳拉姆
加德迪阿恩纳拉姆（Gaddi annaram），是印度安得拉邦Rangareddi县的一个城镇。总人口53622（2001年）。

## 人口
该地2001年总人口53622人，其中男性27954人，女性25668人；0—6岁人口5701人，其中男2848人，女2853人；识字率80.94%，其中男性为85.32%，女性为76.16%。